# Plestiodon dicei
Espèce
Synonymes
- Eumeces dicei Ruthven & Gaige, 1933
- Plestiodon brevirostris dicei (Ruthven & Gaige, 1933)

Plestiodon dicei est une espèce de sauriens de la famille des Scincidae.

## Répartition
Cette espèce est endémique du Mexique. Elle se rencontre au Tamaulipas et au Nuevo León.

## Description
L'holotype de Plestiodon dicei mesure 47 mm, queue non comprise.

## Étymologie
Son nom d'espèce lui a été donné en l'honneur de Lee Raymond Dice (1887-1977) qui a capturé l'holotype.

## Publication originale
- Ruthven & Gaige, 1933 : A new skink from Mexico. Occasional Papers of the Museum of Zoology, University of Michigan, no 260, p. 1-3 (texte intégral).